# Мария Брабантская (графиня Савойи)
Мария Брабантская (1277/80—1338) — графиня Савойи, супруга Амадея V. Дочь Жан I, герцога Брабанта и Маргариты Фландрской.
В 1297 Мария стала второй женой Амадея V, графа Савойи. У них было четверо детей:
- Мария Савойская (ум. до 1334), замужем (1309) за Гуго де Ла Тур дю Пен, бароном де Фосиньи, сыном Умберта I Вьеннского;
- Екатерина Савойская (1300/03 — 1336), замужем (1315) за австрийским герцогом Леопольдом I, третьим сыном императора Альбрехта I и Елизаветы Каринтийской;
- Анна (Жанна) Савойская (после 1307 — 1365), с 1326 жена Андроника III, императора Византии в 1328—1341;
- Беатриса Савойская (1310—1331), жена (1328) герцога Каринтии и графа Тироля Генриха Горицийского.